# 화개초등학교 왕성분교
화개초등학교 왕성분교는 대한민국 경상남도 하동군에 있는 공립 초등학교이다.

## 학교 연혁
- 1934년 3월 31일 화개공립보통학교 왕성간이학교 설립인가
- 1942년 4월 1일 왕성공립국민학교 승격 인가
- 1964년 3월 3일 의신분교장 개교
- 1991년 2월 28일 의신분교장 폐교
- 1994년 9월 1일 화개국민학교 왕성분교장

## 참고 자료
- 화개초등학교왕성분교장 - 한국교육학술정보원 학교알리미